# شهرستان دانچنگ
شهرستان دانچنگ (به لاتین: Dancheng County) یک منطقهٔ مسکونی در جمهوری خلق چین است که در ژوکو واقع شده‌است.